# Gérard Kautai
Gérard Kautai est un entraîneur français de football. Il a notamment occupé à deux reprises le poste de sélectionneur de l'équipe de Tahiti.

## Biographie
Gérard Kautai effectue toute sa carrière de footballeur, au poste de défenseur, au sein du championnat tahitien et il est appelé en équipe nationale à l'occasion de la première édition de la Coupe d'Océanie, en 1973. Il participe ainsi aux quatre rencontres des Tahitiens : trois du premier tour puis la finale, perdue face à la Nouvelle-Zélande.
En 1996, il est appelé par la fédération tahitienne afin de remplacer Umberto Mottini sur le banc de la sélection de Tahiti, alors engagée en phase finale de la Coupe d'Océanie de football 1996, jouée en matchs aller et retour. Le baptême du feu du technicien est une catastrophe puisque les Toa Aito subissent une déroute à domicile, face aux Australiens. La seconde match est du même calibre avec une nouvelle défaite 6 buts à 0. L'intérim de Kautai cesse puisque c'est Richard Vansam, déjà à la tête des Tahitiens en 1980, qui est rappelé pour le remplacer.
Huit ans plus tard, en 2004, il revient à la tête de l'équipe nationale, succédant à Patrick Jacquemet. Il va ainsi diriger ses hommes durant la phase finale de la Coupe d'Océanie 2004 et va une fois encore subir plusieurs défaites cuisantes : 9-0 contre l'Australie, 4-0 contre les îles Salomon et même un 10-0 historique face à la Nouvelle-Zélande. Malgré ces mauvais résultats, Kautai reste à la tête de l'équipe jusqu'en 2007, où il dirige ses hommes lors des Jeux du Pacifique. Tahiti finit troisième de sa poule derrière les Fidji et la Nouvelle-Calédonie. Ces échecs répétés mettent fin à son contrat de sélectionneur et la fédération prend la décision radicale de mettre l'équipe nationale en sommeil jusqu'en 2010, année où elle est reprise en main par l'ancien international, Eddy Etaeta. 
Sous ses ordres, l'équipe de Tahiti n'a gagné que quatre des quinze matchs qu'elle a disputés.

## Palmarès
- Coupe d'Océanie :
  - Finaliste en 1973